# Wichita County (Kansas)
Wichita County je okres ve státě Kansas v USA. K roku 2010 zde žilo 2 234 obyvatel. Správním městem okresu je Leoti. Celková rozloha okresu činí 1 861 km².